# Потенциал Букиннгема
Потенциал Букиннгема — функция потенциальной энергии, предложенная американским физиком Ричардом Букингемом, как приближение для энергии ван-дер-ваальсовых сил, альтернативное потенциалу Леннард-Джонса.
{\displaystyle U(r)=A\exp \left(-Br\right)-{\frac {C}{r^{6}}}}
где {\displaystyle A,B,C} — постоянные.
Это выражение справедливо только для неполярных сферически-симметричных молекул.